# Savoia-Marchetti S.55
Savoia-Marchetti S.55 — італійський гідролітак (двокорпусний летючий човен). Був розроблений та вироблявся підприємством Savoia-Marchetti (IAI) з 1926 року. Також випускався заводами CRDA і Piaggio) в декількох модифікаціях. Випущено близько 200 літаків. Встановив низку рекордів у своєму класі.

## Розробка літака
Початок робіт за проектом — 1922 рік. Конструктор — Алессандро Маркетті. Перший політ — червня 1924 року.

## Конструкція літака
Двокорпусний моноплан (летючий човен — катамаран) з високим розташуванням крила, з двобалковим, двокілевим хвостовим оперенням. Силова установка — два двигуни, встановлені поздовжньо в загальній надфюзеляжной мотогондолі, з приводом на повітряні гвинти протилежного обертання. Конструкція фюзеляжу та крила — суцільно дерев'яна, конструкція хвостових балок та оперення — змішана.

## Експлуатація

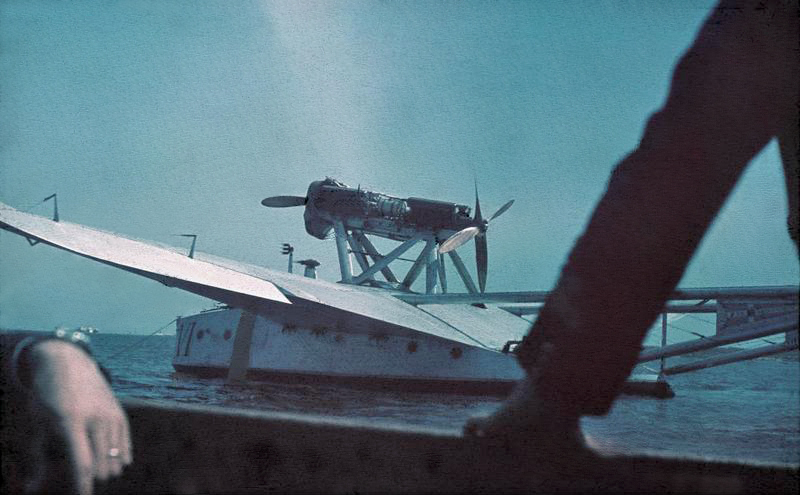
Румунський S.55, фото з книги 1943 р.

Ще перші, передсерійні машини S.55P 1926 року встановили 14 світових рекордів швидкості, висоти та вантажності. Широку популярність здобули рекордні польоти цих машин між Європою та Північною Америкою.
Savoia-Marchetti S.55 був одним з перших літаків, які перетнули Атлантичний океан. 13 лютого 1927 року літак S.55 «Santa Maria», пілотований екіпажем Франческо де Пінедо, зробив переліт за трасою Дакар (Сенегал) — Пернамбуко (Бразилія) — за три місяці до першого одиночного польоту Чарльза Ліндберга. Згодом були й інші рекордні польоти, найвідомішим з яких став трансатлантичний переліт 24-х літаків S.55 у липні 1933 року з Орбетелло (Італія) до Чикаго. Командував цим 48-годинним перельотом маршал авіації Італії Італо Бальбо.
Значна частина побудованих літаків призначалася для використання як торпедоносців, далеких морських розвідників та бомбардувальників, проте з ряду причин у бойових діях літаки практично не брали участі. Невелика кількість машин використовувалося на пасажирських лініях (середземноморські маршрути Рим — Кальярі, Рим — Палермо, Рим — Туніс, Бріндізі — Вльора, Бріндізі — Стамбул). Два літаки літали на лінії Нью-Йорк — Бостон.
Літаки Savoia-Marchetti S.55 потрапили й до СРСР: 1932 року Аерофлот придбав шість цих літаків в новій модифікації «X». Всі вони експлуатувалися на Далекому Сході СРСР (порт приписки — Хабаровськ) на місцевих поштово-пасажирських авіарейсах і були списані до кінця 1930-х років.
До початку Другої Світової війни літак був виведений з активної експлуатації у всіх країнах, частина машин передана на бази зберігання.

## Льотно-технічні характеристики (S.55X)
- Екіпаж: 5-6
- Довжина: 16.75 м
- Розмах крил: 24.00 м
- Висота: 5.00 м
- Вага (порожній): 5,750 кг
- Максимальна злітна вага: 8,260 кг

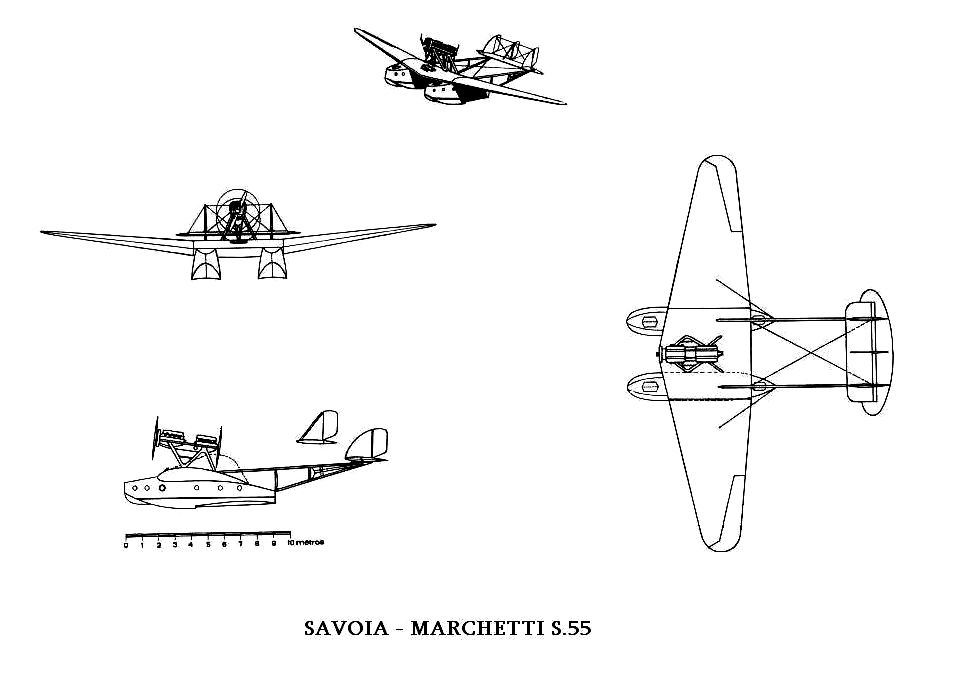

- Силова установка: 2x ПД Isotta-Fraschini Asso 750V, потужність 880 к.с. кожний
- Максимальна швидкість: 279 км/год
- Дальність: до 3,500 км
- Практична стеля: 5,000 м